# Episodi di Chuck (seconda stagione)
La seconda stagione della serie televisiva Chuck, composta da 22 episodi, è andata in onda negli Stati Uniti d'America sul network NBC dal 29 settembre 2008 al 27 aprile 2009.
In Italia, è stata trasmessa in prima visione assoluta dal 4 ottobre al 13 dicembre 2009 sul canale pay-tv Steel, mentre in chiaro è stata trasmessa dal 21 giugno al 30 agosto 2010 su Italia 1.
Gli antagonisti principali della stagione sono Jill Roberts, Ted Roark e Vincent Smith.
| nº | Titolo originale                 | Titolo italiano             | Prima TV USA      | Prima TV Italia  |
| -- | -------------------------------- | --------------------------- | ----------------- | ---------------- |
| 1  | Chuck Versus the First Date      | Chuck vs. Mister Colt       | 29 settembre 2008 | 4 ottobre 2009   |
| 2  | Chuck Versus the Seduction       | Chuck vs. la seduzione      | 6 ottobre 2008    | 4 ottobre 2009   |
| 3  | Chuck Versus the Break-Up        | Chuck vs. il microchip      | 13 ottobre 2008   | 11 ottobre 2009  |
| 4  | Chuck Versus the Cougars         | Chuck vs. i Cougars         | 20 ottobre 2008   | 11 ottobre 2009  |
| 5  | Chuck Versus Tom Sawyer          | Chuck vs. Missile Command   | 27 ottobre 2008   | 18 ottobre 2009  |
| 6  | Chuck Versus the Ex              | Chuck vs. l'ex              | 10 novembre 2008  | 18 ottobre 2009  |
| 7  | Chuck Versus the Fat Lady        | Chuck vs. il rebus          | 17 novembre 2008  | 25 ottobre 2009  |
| 8  | Chuck Versus the Gravitron       | Chuck vs. Leader            | 24 novembre 2008  | 25 ottobre 2009  |
| 9  | Chuck Versus the Sensei          | Chuck vs. il sensei         | 1º dicembre 2008  | 1º novembre 2009 |
| 10 | Chuck Versus the DeLorean        | Chuck vs. la DeLorean       | 8 dicembre 2008   | 1º novembre 2009 |
| 11 | Chuck Versus Santa Claus         | Chuck vs. Babbo Natale      | 15 dicembre 2008  | 8 novembre 2009  |
| 12 | Chuck Versus the Third Dimension | Chuck vs. la rock star      | 2 febbraio 2009   | 8 novembre 2009  |
| 13 | Chuck Versus the Suburbs         | Chuck vs. il matrimonio     | 16 febbraio 2009  | 15 novembre 2009 |
| 14 | Chuck Versus the Best Friend     | Chuck vs. il migliore amico | 23 febbraio 2009  | 15 novembre 2009 |
| 15 | Chuck Versus the Beefcake        | Chuck vs. il playboy        | 2 marzo 2009      | 22 novembre 2009 |
| 16 | Chuck Versus the Lethal Weapon   | Chuck vs. Perseus           | 9 marzo 2009      | 22 novembre 2009 |
| 17 | Chuck Versus the Predator        | Chuck vs. il Predator       | 23 marzo 2009     | 29 novembre 2009 |
| 18 | Chuck Versus the Broken Heart    | Chuck vs. la 49-b           | 30 marzo 2009     | 29 novembre 2009 |
| 19 | Chuck Versus the Dream Job       | Chuck vs. Orion             | 6 aprile 2009     | 6 dicembre 2009  |
| 20 | Chuck Versus the First Kill      | Chuck vs. il primo omicidio | 13 aprile 2009    | 6 dicembre 2009  |
| 21 | Chuck Versus the Colonel         | Chuck vs. l'Intersect       | 20 aprile 2009    | 13 dicembre 2009 |
| 22 | Chuck Versus the Ring            | Chuck vs. l'Anello          | 27 aprile 2009    | 13 dicembre 2009 |

## Chuck vs. Mister Colt
- Titolo originale: Chuck Versus the First Date
- Diretto da: Jason Ensler
- Scritto da: Josh Schwartz e Chris Fedak

### Trama
Chuck, con l'aiuto di Sarah e Casey, recupera un cifrario che Mister Colt (mercenario assunto dalla Fulcrum) aveva rubato all'NSA, il cifrario è necessario per elaborare il nuovo Intersect. Adesso Chuck non è più costretto a lavorare per i servizi segreti, ignaro però che Graham e la Beckman hanno ordinato a Casey di ucciderlo dato che nel cervello di Chuck c'è ancora la precedente versione dell'Intersect con i segreti governativi che devono rimanere protetti. Sarah adesso come copertura lavora alla yogurteria Orange Orange, è convinta che Chuck potenzialmente potrebbe essere una buona spia, anche se ora non lavorerà più con la CIA questo però non significa che sia costretto a lavorare per sempre al Buy More e continuare la vita che ha sempre fatto, ritenendo che lui abbia le capacità per cambiare il suo destino. Big Mike offre a Chuck la promozione a vice direttore del Buy More, ma lui influenzato dalle parole di Sarah decide di licenziarsi, vuole anche programmare un viaggio. Casey inizia ad avere degli scrupoli di coscienza all'idea di uccidere Chuck, specialmente quando lui lo ringrazia per tutte le volte che Casey lo ha salvato. Ora che Sarah non è più la guardia del corpo di Chuck, quest'ultimo le chiede un primo vero appuntamento, e lei accetta felicemente. Un uomo che lavora per Mister Colt entra nella casa di Casey e gli ruba il cifrario, intanto Chuck e Sarah vanno a cena in un ristorante, Sarah gli spiega che a breve lascerà Burbank e le assegneranno un altro lavoro sotto copertura, ma Chuck non ritiene che la CIA debba impedire a entrambi di avere una relazione cercando di far capire a Sarah che in fondo potrebbe anche scegliere una strada diversa. Proprio quando Sarah e Chuck stanno per baciarsi, quest'ultimo ha dei flash guardando i clienti del ristorante: sono tutti mercenari che lavorano per Mister Colt, arriva poi Casey che porta in salvo i suoi colleghi. Il giorno dopo Chuck viene attirato in una trappola da Mister Colt, ma Chuck con astuzia gli fa credere che la struttura è circondata da una squadra speciale, Mister Colt si distrae e Chuck gli ruba il cifrario, Mister Colt riesce a raggiungerlo e per poco non lo butta giù da un tetto, ma arrivano Sarah e Casey, quest'ultimo salva Chuck (benché fosse tentato di lasciarlo cadere) infine gli agenti dei servizi segreti arrestano Mister Colt e i suoi uomini. La CIA ha nuovamente il cifrario e lo usa per completare il nuovo Intersect, ora Casey può uccidere Chuck. Tuttavia Casey tenta di convincere la Beckman a cambiare idea ritenendo che Chuck potrebbe lavorare per i servizi segreti come analista, anche perché non merita di morire dopo tutto l'aiuto che ha dato. Proprio quando Casey sembrava sul punto di convincere la Beckman a cambiare idea, Graham interrompe la conversazione mettendo in chiaro che, non essendoci modo per garantire la completa sicurezza di Chuck e dato che non esiste un sistema per rimuovere l'Intersect dal suo cervello, Chuck deve essere ucciso per impedire che le informazioni che possiede non finiscano nelle mani sbagliate. Graham si prepara a scaricare nel proprio cervello il nuovo Intersect insieme ad altri sei agenti della CIA, ma la Fulcrum ha teso una trappola a tutti loro, infatti il cifrario attiva un'esplosione nella quale muoiono Graham e gli altri agenti, l'Intersect nel cervello di Chuck è ancora l'unico a loro disposizione quindi l'ordine di ucciderlo viene annullato. Chuck è ancora costretto a lavorare al Buy More, mentre la promozione a vice direttore viene data a Lester, effettivamente Chuck è deluso dato che è ancora costretto a lavorare per CIA, ignaro che ciò ha impedito a Casey di ucciderlo.
- Guest star: Michael Clarke Duncan (Colt)

## Chuck vs. la seduzione
- Titolo originale: Chuck Versus the Seduction
- Diretto da: Allan Kroeker
- Scritto da: Matthew Miller

### Trama
Chuck scopre che nei sotterranei è stato creato "Il castello" una base comunicante tra il Buy More e Orange Orange, da ora è una vera base della CIA. La Beckman informa Chuck, Sarah e Casey che il vero cifrario è in realtà in possesso di Sasha Banacheck, ex agente del KGB, per creare il nuovo Intersect è necessario il cifrario dato che è l'elemento più importante. La Beckman affianca alla squadra Roan Montgomery, agente della CIA conosciuto per essere un donnaiolo, lui e Sasha in passato si conoscevano. Chuck e i suoi colleghi vanno a trovarlo nella sua casa a Palm Springs e lui accetta di recuperare il cifrario. Chuck non si arrende con Sarah, tenta di convincerla che a dispetto del fatto che lavora alla CIA possono comunque essere una coppia, ma Sarah mette in chiaro che questo non è possibile, lei e Bryce stavano insieme perché erano colleghi, con Chuck è totalmente diverso, lei è la sua guardia del corpo, una relazione di natura romantica tra loro due è inaccettabile. Per avvicinarsi a Sasha è necessario tentare di sedurla, a detta di Roan è soprannominata la Vedova Nera perché uccide tutti i suoi amanti, Roan non può farlo dato che si conoscono, serve qualcuno che non desti sospetti, Roan insiste che sia Chuck a farlo, lui non sembra una spia e Sasha abbasserà la guardia. Roan tenta di insegnare a Chuck l'arte della seduzione, per metterlo alla prova gli chiede di baciare Sarah, ciò mette entrambi in imbarazzo, tanto che Roan cambia idea non ritenendo Chuck adatto alla missione. Chuck, non tollerando le provocazioni di Roan, bacia Sarah appassionatamente, solo guardandoli Roan capisce che loro due si amano veramente, anche se Sarah nega affermando che tra lei e Chuck c'è solo un rapporto professionale. Lester come nuovo vice direttore inizia a comportarsi come un despota, tanto che licenzia Morgan, e quindi Anna e gli altri colleghi per solidarietà danno le dimissioni. Sarah inizia ad avere dei dubbi su Roan notando che beve molto, intanto Sasha va in un albergo, Chuck si avvicina a lei, all'inizio tenta di sedurla seguendo i consigli di Roan, ma poi di sua iniziativa provoca Sasha la quale inaspettatamente, mostrando per lui un certo interesse, lo invita nella sua stanza, ma in realtà aveva già capito che Chuck lavora con Roan, cerca di ucciderlo ma Chuck sorprendentemente le ruba il cifrario che lei portava al collo e fugge dalla terrazza della suite. Purtroppo Sasha e i suoi uomini catturano Sarah e Casey. Chuck è inorridito quando Roan, ubriaco, afferma di non volerli salvare, ha capito che lui ama Sarah affermando che i sentimentalismi non si conciliano con il lavoro da spia, Roan ammette che è diventato un cinico per sopravvivere nello spionaggio al contrario di molte altre spie che sono morte. Chuck non è disposto ad arrendersi, aggiunge anche che per lui amare Sarah è più importante che provare a essere una vera spia, Roan colpito dalle sue parole, cambia idea e decide di aiutarlo, tra l'altro afferma che Sarah ha sicuramente mentito, e che in realtà ama Chuck avendo notato che negava con troppa insistenza. Lester si scusa con i suoi colleghi e li riassume almeno per evitare di fare una cattiva figura con Big Mike accettando anche le loro pretese. Roan e Chuck danno appuntamento a Sasha al Buy More in piena notte, sono pronti a darle il cifrario in cambio di Casey e Sarah portandoli entrambi con sé. Quando Sasha capisce che è una trappola prende Sarah in ostaggio, minaccia di ucciderla, ma Chuck la salva mettendo Sasha al tappeto seguendo le istruzioni di Roan. I servizi segreti recuperano il cifrario, a fine episodio quando Chuck va a trovare Sarah nel suo appartamento scopre che lei è in compagnia di Bryce.
- Guest star: Melinda Clarke (Sasha Banacheck), John Larroquette (Roan Montgomery)

## Chuck vs. il microchip
- Titolo originale: Chuck Versus the Break-Up
- Diretto da: Robbie Duncan Mc Neill
- Scritto da: Zev Borrow, Matt Lau

### Trama
L'episodio inizia con un flashback: Bryce e Sarah sono in missione sotto copertura a Bogotà fingendo di essere marito e moglie, Bryce viene preso in ostaggio da un uomo ma Sarah gli spara senza esitazione salvando il collega. Chuck non può fare a meno di invidiare Ellie e Devon, loro hanno quello che lui vorrebbe avere con Sarah, inoltre il ritorno di Bryce lo rende geloso, tra lui e Sarah c'è ancora attrazione. Bryce in maniera innocente prende in giro Chuck avendo capito che lui ha un debole per Sarah, ma poi inizia a sospettare che la sua ex lo ricambia. Bryce è venuto a Los Angeles per degli aggiornamenti sulla Fulcrum: l'agenzia si è rivolta a Von Hayes, amministratore di una società informatica, incaricandogli di decriptare un microchip per loro, al suo interno ci sono i dati di alcuni agenti sotto copertura, forse anche quelli di Sarah e Casey. Hayes darà una festa, Bryce e Sarah si fingeranno due invitati nonché una coppia sposata mentre Chuck farà da cameriere. Una donna, un agente della Fulcrum, minaccia di morte Hayes dato che non è riuscito ancora a decriptare il microchip, Chuck guarda il portachiavi di Hayes e ha un flash scoprendo che è lì che nasconde il microchip e che ci sono pure informazioni inerenti a Casey e Sarah. Hayes scappa e l'agente della Fulcrum tenta di uccidere Chuck, intanto Bryce tenta inutilmente di catturare Hayes, sorpreso dal fatto che Sarah non lo abbia aiutato dato che lei ha preferito salvare Chuck, l'agente della Fulcrum scappa ma lancia una bomba contro Sarah, lei sopravvive all'esplosione ma rimane ferita a una gamba venendo ricoverata in ospedale. Devon, ignaro che Bryce è un agente della CIA, credendo che sia soltanto l'ex fidanzato di Sarah, gli spiega che lei ama Chuck. Quando quest'ultimo torna a casa riceve la visita di Bryce che lo mette in guardia, Sarah vive nel mondo dello spionaggio, dove una spia è costretta e essere persino più crudele dei criminali che affronta per sopravvivere, ormai ha capito che Chuck e Sarah si amano e teme che questo sentimento li metterà entrambi in pericolo. Hayes manda dei fiori a Sarah, ma Devon li intercetta e li dà a Chuck, lui vi trova un biglietto con il numero di telefono di Hayes, e quando lo compone gli telefona arrivando con lui a un compromesso: i servizi segreti lo proteggeranno dalla Fulcrum offrendogli l'immunità e 4.500.000 di dollari. Un agente della Fulcrum, fingendosi un medico, tenta di uccidere Sarah in ospedale, ma lei lo sconfigge facilmente. Chuck, Bryce e Casey vanno alla stazione ferroviaria per incontrare Hayes, arrivano dei mercenari assunti dalla Fulcrum, a quel punto Casey e Bryce si preparano ad affrontarli ma Chuck abilmente per evitare uno spargimento di sangue, offre ai criminali il denaro che dovevano dare a Hayes convincendoli ad andarsene. La donna che prima voleva uccidere Hayes prende Chuck come ostaggio, arriva Sarah che le punta contro la pistola in una scena simile a quella all'inizio dell'episodio quando era Bryce l'ostaggio, ma questa volta Sarah, vendendo Chuck in pericolo, non trova il coraggio di sparare. Interviene Casey che spara alla sequestratrice salvando Chuck e recuperando i soldi che quest'ultimo aveva dato ai mercenari. Quello che è accaduto conferma solo le preoccupazioni di Bryce, finché Sarah e Chuck si ameranno non saranno capaci di fronteggiare i pericoli che dovranno affrontare. Bryce lascia Los Angeles, Chuck gli chiede un consiglio ma Bryce preferisce non farlo, dà per scontato che Chuck prenderà da solo la scelta giusta, affermando che è per questo lato del suo carattere che gli affidò l'Intersect. Bryce regala a Chuck degli occhiali da sole, lui li indossa scoprendo che ha inserito lì i dati nel microchip che ora sono stati assimilati dall'Intersect nel cervello di Chuck. Quest'ultimo parla con Sarah ammettendo che non avrebbe mai pensato di incontrare una donna eccezionale come lei, Sarah sorride probabilmente dando per scontato che voglia dichiararle il suo amore, ma in realtà Chuck le spiega che ormai ha deciso di rinunciare all'idea di stare con lei, si era illuso che se Sarah non fosse più stata la sua guardia del corpo avrebbero poi potuto avere una relazione, ma adesso ha capito che per lui non c'è spazio nel mondo di Sarah fatto solo di pericoli, Sarah decide di accettare la sua decisione con rassegnazione.  
- Guest star: Michael Strahan (Mitt)

## Chuck vs. i Cougars
- Titolo originale: Chuck Versus the Cougars
- Diretto da: Patrick Norris
- Scritto da: Allison Adler

### Trama
Mentre Sarah lavora al Orange Orange incontra per caso una coppia di sposi: Heather Chandler e Mark Ratner, loro due la riconoscono dal momento che erano compagni di liceo a San Diego, Chuck interviene e si presenta come il fidanzato di Sarah anche perché finalmente ha l'occasione di conoscere il suo passato e la sua vera identità, il suo vero nome è Jenny Burton. Mark, Heather, Chuck e Sarah vanno a cena insieme, quest'ultima non sopporta la compagnia di Heather dato che al liceo era sempre cattiva con Sarah, tra l'altro Heather in maniera maligna menziona il padre di Sarah facendo supporre che all'epoca successe qualcosa di spiacevole. Mentre Mark è in bagno degli uomini cercano di aggredirlo, Chuck li guarda e ha un flash, sono criminali russi. Interviene Casey che li sconfigge, tuttavia a causa di un malinteso Mark crede che sia stato Chuck ad affrontarli uscendone vittorioso, lui pensa che sia un agente dei servizi segreti e confessa che dei criminali russi vogliono appropriarsi tramite lui di alcuni progetti su innovativi sistemi di aviazione che la società per cui lavora Mark sta lavorando. Big Mike va a una battuta di pesca e dunque si assenta dal Buy More lasciandolo temporaneamente sotto la gestione di Lester, che per vendere più merce invita i clienti ad acquistare dando loro il permesso di scegliere il prezzo. Purtroppo dato che tutti hanno voluto comprare la merce a un valore minore, i fatturati sono deludenti, a Morgan viene un'idea, organizzare al Buy More una festa facendo pagare l'ingresso. Chuck e Sarah, accompagnati da Casey, vanno a San Diego con Heather e Mark per il raduno degli ex studenti del liceo. Durante la festa Chuck riesce a individuare i criminali russi con dei flash in modo che Casey li metta fuori combattimento, contemporaneamente Sarah scopre che Heather è una mercenaria, ha sposato Mark manipolandolo solo per vendere i segreti militari su cui lavorava, Sarah affronta Heather e la sconfigge arrestandola, inoltre Sarah viene nominata regina del ballo. Grazie alla festa organizzata al Buy More, i soldi guadagnati permettono di mettere in pari le casse, ma Lester informa Big Mike che preferisce rinunciare al titolo di vice direttore. Mentre Chuck e Sarah si mettono a mangiare insieme in allegria, a conferma che ormai quest'ultima si senta sempre più legata a Chuck, gli dà il permesso di farle una domanda sul proprio passato promettendogli che risponderà con sincerità, tuttavia Chuck si astiene dal farlo, lui ormai le vuole bene al punto che non ritiene necessario conoscere il passato di Sarah. Con un flashback sull'adolescenza di Sarah a San Diego si scopre che quella di Jenny Burton non è la vera identità di Sarah, il padre era un truffatore e per stargli dietro Sarah cambiò ripetutamente nome, Graham arrestò il padre di Sarah per proteggerlo dato che aveva truffato delle persone molto pericolose, e Graham notando il potenziale di Sarah le offrì di diventare un agente della CIA. 
- Guest star: Nicole Richie (Heather Chandler), Ben Savage (Mark)

## Chuck vs. Missile Command
- Titolo originale: Chuck Versus Tom Sawyer
- Diretto da: Norman Buckley
- Scritto da: Phil Klemmer

### Trama
Ellie e Devon sono preoccupati per Chuck, lui sembra aver rinunciato ai propri progetti come lasciare il Buy More e tornare all'università, loro ignorando che lavora per i servizi segreti non capiscono che Chuck, assorbito dai propri impegni con il governo, non ha tempo per concentrarsi sulle proprie ambizioni. Mentre Chuck è al lavoro arriva un uomo di nome Farrokh Bulsara, guardandolo Chuck ha un flash e scopre che è un terrorista, per qualche motivo sta cercando Jeff, fortunatamente Chuck lo manda via depistandolo. Sarah e Casey incaricano Chuck di scoprire le ragioni dell'interesse che Farrokh nutre per Jeff, quindi Chuck esce insieme al suo collega sperando di conoscerlo meglio. Intanto la sede centrale del Buy More manda Emmett Milbarge a Burbank e gli viene dato l'incarico di vice direttore. Ellie confessa a Sarah che è preoccupata per il futuro di Chuck, lei associa tutto il problema alla mancata laurea a Stanford, a Chuck mancavano solo pochi crediti per conseguirla. Jeff confessa a Chuck che lui era stato il campione di "Missile Command" un videogioco che in passato appassionava anche Chuck, infatti Jeff è il solo che raggiunse l'ultimo livello, venne premiato da Morimoto, l'ideatore del gioco, in passato lavorava per l'esercito giapponese, progettò per loro un satellite che venne spedito in orbita armato di missile. Farrokh uccide Morimoto con una bomba, il suo scopo è usare il missile del satellite per far scoppiare la terza guerra mondiale, è per questo che aveva preso di mira Morimoto e Jeff, per evitare che il codice per disattivare il satellite venisse usato, il codice emerge nella "Schermata Killer" il livello finale di Missile Command. La Beckman intende lanciare un missile contro il satellite distruggendolo, ma quando il satellite precipiterà farà comunque delle vittime, Chuck vuole evitare questo scenario, lui ritiene che il codice è la strada migliore, Jeff deve giocare a Missile Command ancora una volta. Chuck ha un flash scoprendo che Farrokh vuole prendere il comando del satellite tramite una stazione televisiva di Los Angeles, Sarah lo raggiunge ma è troppo tardi, pur catturando il terrorista egli ha già attivato il missile. Jeff, sopraffatto dalla tensione, sviene, dunque Chuck prende il suo posto e riesce lui stesso a raggiungere la Schermata Killer, ottenendo il codice e dandolo a Sarah che riesce a disattivare il satellite. Sarah ha fatto credere a Ellie e Devon che Chuck stava studiando segretamente per ottenere la laurea, sono fieri di lui, in effetti la laurea è più che valida, Sarah è riuscita a procurarsela dalla CIA ritenendo che Chuck la meriti.
- Nota: il suddetto terrorista che cerca Jeff, nonché 'cattivo di turno' dell'episodio, si chiama Farrokh Bulsara, chiaro riferimento alla storica rockstar Freddie Mercury (il cui vero nome è, appunto, Farrokh Bulsara).

## Chuck vs. l'ex
- Titolo originale: Chuck Versus the Ex
- Diretto da: Jay Chandrasekhar
- Scritto da: Zev Borow

### Trama
Emmett manda Chuck all'hotel Sheraton Universal dove si tiene un convegno di bioscienze per un'installazione e proprio lì incontra la sua ex fidanzata Jill Roberts, stavano insieme all'università di Stanford, ma quando Chuck venne espulso lei lo lasciò dopo averlo tradito con Bryce. Chuck per non fare una cattiva impressione le mente dicendole di essere diventato un uomo di successo. Chuck conosce Guy Lafleur, è il capo di Jill, lavorano nel settore delle bioscienze e quando lo vede ha un flash, effettivamente la Beckman gli spiega che si sospetta da tempo che Guy stia lavorando a un'arma batteriologica da vendere ai migliori offerenti, visto che Chuck e Jill si conoscevano la Beckman insiste che lui riprenda a frequentarla data la vicinanza di Jill con Guy per scoprire informazioni. Chuck e Jill ricominciano a uscire insieme, Jill successivamente scopre che Chuck le aveva mentito e che lavora al Buy More, nonostante l'iniziale delusione capisce di amarlo ancora, in effetti anche Chuck comprende di nutrire dei sentimenti per lei e i due si baciano. Guy nella suite del suo albergo viene ucciso da un uomo, Casey interroga Jill la quale ammette che Guy aveva scoperto che l'azienda in cui lavora sta progettando un ceppo letale, Guy stava lavorando a un antidoto che poi avrebbe presentato al convegno in modo da screditare l'efficacia dell'arma batteriologica. Jill deve presentare il progetto al convegno ma Sarah per garantire l'incolumità della donna lo fa al suo posto, anche Casey è presente all'evento. Un uomo libera il ceppo nella sala conferenze dell'albergo, venendo messa in quarantena, Casey rischia di morire insieme a tutti gli altri, mentre Sarah spara all'uomo che ha liberato il ceppo uccidendolo, scoprendo che ha un distintivo della CIA, era un agente corrotto della Fulcrum. Chuck rivela a Jill che lavora con la CIA,  Jill gli inietta il ceppo in modo che il corpo di Chuck possa creare degli anticorpi, poi Jill estrae con una siringa il sangue a Chuck e sintetizza l'antidoto, Chuck e Jill lo iniettano a tutti compreso Casey salvandoli da morte certa. Chuck viene acclamato da tutti come un eroe, lui e Jill si baciano sotto lo sguardo di Sarah che pare tutt'altro che felice di vederlo con un'altra. La relazione che Chuck ha con Sarah è solo una messa in scena, infatti Chuck si sente solo desiderando un legame amoroso che possa essere reale, di conseguenza anche se Sarah è la sua fidanzata di copertura Jill propone a Chuck di uscire comunque insieme, la Beckman è a favore ritenendo che la vicinanza tra Chuck e Jill possa permettere ai servizi segreti di ottenere altre informazioni.
- Guest star: Jordana Brewster (Jill Roberts)

## Chuck vs. il rebus
- Titolo originale: Chuck Versus the Fat Lady
- Diretto da: Jeffrey G. Hunt
- Scritto da: Matthew Lau

### Trama
Ora che Chuck e Jill sono tornati insieme i due vogliono un po' di intimità ma questo sembra impossibile dato che Casey li tiene sempre d'occhio visto che Chuck è l'Intersect e deve sorvegliarlo (anche se in realtà lo fa principalmente per infastidirlo). Casey si diverte a provocare Sarah capendo che la presenza di Jill la rende gelosa, tuttavia Sarah non intende ostacolare la relazione tra Jill e Chuck ritenendo che quest'ultimo meriti di avere il vero amore nella sua vita. Jill comunque, pur sapendo che Sarah è solo una fidanzata di facciata per Chuck, si sente minacciata da lei, anche perché Chuck, pur tenendo molto a Jill, non riesce totalmente a reprimere la sua attrazione per Sarah. La Beckman incarica Chuck e il resto della squadra di trovare la lista degli agenti della Fulcrum custodita di Guy, di conseguenza Chuck, nonostante l'iniziale parere contrario di Casey e Sarah, coinvolge Jill nell'operazione, infatti la lista può essere trovata risolvendo vari rebus dato che erano la passione di Guy e Jill lo conosceva bene, e dopo qualche ostacolo trovano la lista in una flash drive, soprattutto perché Jill e Chuck hanno decifrato i vari indizi lasciati da Guy, mettendo Sarah un po' a disagio constatando l'affinità tra i due. Un agente della Fulcrum rapisce Jill costringendo Chuck a consegnargli la flash drive, Casey non intende permetterlo, quindi Chuck ruba la flash drive dal castello, Sarah pur di fermare Chuck gli punta contro la pistola, ma non trova il coraggio di sparargli lasciandolo scappare. Casey rimprovera Sarah per non aver sparato a Chuck, lei afferma di non averlo fatto perché lui è l'Intersect, ma Casey ha capito che si è comportata così perché è innamorata di lui, anche perché non era necessario ucciderlo ma solo ferirlo. Chuck va al teatro per riscattare Jill, interviene Casey che minaccia di morte Chuck, ma quest'ultimo gli fa cenno di fidarsi, Chuck consegna la flash drive all'agente della Fulcrum che la distrugge e scappa dopo aver liberato Jill. La rabbia di Casey si placa quando Chuck gli rivela che prima di consegnare la flash drive aveva ricopiato i dati al suo interno. Sarah e Jill capiscono di avere una cosa in comune, entrambe tengono a Chuck, tuttavia Sarah mette in guardia Jill facendole capire chiaramente che se lo farà soffrire un'altra volta dovrà vedersela con lei. Al castello Sarah e Casey esaminano la lista e scoprono che anche Jill è un agente della Fulcrum.
- Guest star: Mark Pellegrino (Agente della Fulcrum) Jordana Brewster (Jill Roberts)

## Chuck vs. Leader
- Titolo originale: Chuck Versus the Gravitron
- Diretto da: Allison Liddi Brown
- Scritto da: Chris Fedak

### Trama
Chuck e Jill fanno una fuga romantica, i due fanno l'amore in un motel, tuttavia mentre Jill è sotto la doccia Chuck vede un messaggio sul cellulare della donna e ha un flash scoprendo che è un agente della Fulcrum. Arrivano Sarah e Casey che gli impongono di comportarsi con naturalezza, ritenendo che la cosa giusta è che Jill non sappia che loro hanno scoperto la verità. Tornati a Burbank la Beckman incarica Chuck di continuare a frequentare Jill per arrivare a Leader, agente della Fulcrum nonché addestratore di Jill. Quest'ultima porta Chuck al luna park e gli punta contro la pistola, ha capito che hanno scoperto la verità, arriva poi Leader che cerca di costringere Jill a ucciderlo, ma lei si rifiuta di farlo e, pentitasi di averlo ingannato, lo aiuta a fuggire ribellandosi a Leader, infatti Jill gli spara costringendolo alla fuga, Jill confessa a Chuck che venne reclutata dalla Fulcrum quando studiava a Stanford all'inizio ignara che si trattasse di un'impresa criminale. Successivamente arrivano Sarah e Casey che arrestano la donna e la conducono al castello, collegata alla macchina della verità Jill viene interrogata da Sarah e si fa rivelare il nascondiglio di Leader, nella zona centrale di Los Angeles. Mentre Chuck è solo con Jill nel castello usa la macchina della verità per porle delle domande, lei afferma che la loro relazione era reale e che non ha mai amato Bryce e infatti le risposte si rivelano esatte, poi Jill gli chiede di porle la domanda che lui non ha ancora avuto il coraggio di farle, se lo aveva realmente tradito: Jill ammette che tra lei e Bryce non c'è stato niente, la Fulcrum voleva che chiudesse la sua storia con Chuck quindi per rendere il distacco più facile gli mentì facendogli credere di averlo tradito e che Chuck è stato il suo primo vero amore, e ancora una volta le risposte si rivelano esatte. Quando Chuck le domanda se loro due possono avere un futuro insieme lei gli risponde di sì e Chuck la bacia liberandola, non si è accorto che questa risposta era negativa. Sarah e Casey catturano Leader e lo portano al castello, ma Jill ha preso Chuck in ostaggio, adesso Jill e Leader hanno preso possesso nel castello rinchiudendo Chuck, Sarah e Casey all'interno di alcune celle. Era questo il vero piano, quella al luna park era solo una messa in scena, Jill voleva solo accedere al castello, lei è consapevole che Bryce è un agente della CIA, vuole usare le risorse del castello per trovarlo dato che la Fulcrum crede erroneamente che abbia lui l'Intersect. Chuck usa la console della sua cella per escludere dal sistema informatico Jill e Leader, oltre ad aver dato l'allarme alla CIA, tra pochi minuti arriveranno ad arrestarli. Leader minaccia allora di uccidere Sarah e Casey, quindi Chuck esce dalla propria cella e aiuta Jill e Leader a fuggire dal castello, ma senza che se ne fossero accorti Chuck ha liberato dalla loro cella anche Casey e Sarah i quali affrontano Jill e Leader che stavano tentando la fuga dal Buy More. Jill tenta di fuggire e Chuck implora Sarah di lasciarla scappare ma quest'ultima ha tutta l'intenzione di catturarla, intanto Leader riesce a sopraffare Casey e proprio quando stava per ucciderlo Big Mike interviene e lo mette fuori combattimento pensando erroneamente che fosse un ladro entrato al negozio per derubarlo. Jill arriva alle spalle di Sarah a sua insaputa e si appresta a spararle, ma arriva Chuck che la convince a risparmiarla, addirittura aiuta Jill a fuggire dandole un'automobile del Buy More modificata dalla CIA. Jill cerca di convincere Chuck a fuggire con lei promettendogli che costruiranno una vita insieme fuori dal mondo dello spionaggio, ma Chuck in realtà è riuscito a ingannarla intrappolandola nell'auto, arrestandola. Chuck le confessa che era realmente disposto a farla fuggire ma Jill ha tentato di uccidere Sarah, l'unica cosa che non poteva perdonarle, quest'ultima ha ascoltato le sue parole capendo quanto Chuck tenga a lei. Chuck torna a casa e festeggia il giorno del ringraziamento con Ellie, Devon, Sarah, Morgan, Jeff e Lester, adesso Chuck finalmente sente di potersi lasciare alle spalle tutti i problemi che ha avuto con Jill e Bryce potendo voltare pagina.
- Guest star: Patrick Kilpatrick (Leader) Jordana Brewster (Jill Roberts)

## Chuck vs. il sensei
- Titolo originale: Chuck Versus the Sensei
- Diretto da: Jonas Pate
- Scritto da: Anne Cofell Saunders

### Trama
Chuck trova ingiusto che Casey non mostri nei suoi confronti la minima sensibilità dopo il calvario che ha affrontato con il tradimento di Jill, tra l'altro la Beckman affida alla squadra una missione, devono sorvegliare una famosa società aerospaziale che produce armi per il governo, si sospetta che un gruppo criminale voglia rubare la loro attrezzatura. Chuck, Sarah e Casey vanno sul posto, un uomo fa irruzione e ruba un sistema di navigazione inerziale, riesce anche a mettere al tappeto Sarah e Casey, quest'ultimo lo guarda in faccia e lo riconosce, tra l'altro quando Chuck vede il ladro prima che scappi ha un flash, scoprendo che si tratta di Ty Bennett, era il mentore di Casey quando quest'ultimo divenne una spia, è soprannominato sensei, ha tradito da tempo i servizi segreti mettendo in piedi un gruppo mercenario arruolando i suoi ex allievi. Casey ha capito che il sistema di navigazione inerziale può essere installato in un missile trasformandolo in un'arma pericolosa da vendere al miglior offerente. Devon riceve la visita dei suoi genitori, Woody e Honey, dal momento che Devon a breve sposerà Ellie vogliono organizzare loro il matrimonio, Ellie li trova invadenti ma decide di sopportarli senza obiezioni. Bennett va la Buy More e rapisce Chuck, in questo modo attira l'attenzione di Casey e Sarah, i quali riescono a salvarlo, Bennett scappa ma non prima di confrontarsi con Casey invitandolo a unirsi al suo gruppo. Casey è sempre più arrabbiato, e proietta la sua collera su Chuck, a detta di Sarah lui è solo deluso dal comportamento di Bennett, lo ammirava dato che è il suo mentore e lui si è trasformato in un criminale. Benché la Beckman avesse esonerato Casey dalla missione di cattura di Bennett, lui decide di agire di sua iniziativa, costringe Chuck ad avere un flash in modo da trovare il nascondiglio di Bennett, poi decide di andare ad affrontarlo da solo. Benché Ellie abbia sopportato tutte le pretese dei genitori di Devon che hanno praticamente assunto il monopolio dei preparativi sul matrimonio, finisce per arrabbiarsi quando Woody si offre di accompagnarla all'altare al posto del padre (che da anni ha abbandonato lei e Chuck). Intanto Sarah e Chuck raggiungono Casey nel nascondiglio di Bennett ma lui e i suoi uomini li catturano tutti e tre. Bennett si appresta a ucciderli ma Casey lo provoca sfidandolo in un combattimento corpo a corpo. Bennett raccoglie la sfida e affronta Casey riuscendo a metterlo al tappeto, a quel punto Chuck provoca Casey facendolo arrabbiare, quest'ultimo si rialza e sfoga la sua rabbia contro Bennett sconfiggendolo, interviene poi l'FBI avvertita dalla Beckman che arresta Bennett e i suoi uomini. Quando Casey torna a casa con Chuck lo ringrazia, lasciando supporre che il loro rapporto sta iniziando a migliorare. Ellie confessa a Chuck che fin da giovane ha sempre sperato che fosse suo padre ad accompagnarla all'altare, Chuck decide quindi di trovarlo. 
- Guest star: Carl Lumbly (Ty Bennett), Bruce Boxleitner (Woody Woodcomb), Morgan Fairchild (Honey Woodcomb)

## Chuck vs. la DeLorean
- Titolo originale: Chuck Versus the Delorean
- Diretto da: Ken Whittingham
- Scritto da: Matt Miller

### Trama
Chuck scopre che Sarah si è presa una serata libera, incuriosito la segue fino a un ristorante, vedendola in compagnia di un uomo, quando lo guarda ha un flash scoprendo che si tratta di un truffatore, quando Sarah si accorge della presenza di Chuck si innervosisce con lui, poi l'uomo in compagnia di Sarah si avvicina a Chuck presentandosi a lui: si tratta di Jack Burton, il padre di Sarah. La figlia gli presenta Chuck facendogli credere che è il suo fidanzato, Jack è sorpreso nel constatare che Sarah lavora in una yogurteria e che sta insieme a un ragazzo che fa un lavoro modesto (già da bambina Sarah era complice del padre nelle sue truffe). Jack sospetta che Sarah nasconda qualcosa, Jack infatti non ha mai saputo che la figlia è un agente della CIA. Jack mostra a Sarah un ingente somma in contanti, è riuscito a ottenerla truffando lo sceicco Rajiv Amad. Quando Sarah lo scopre è costretta a informare la Beckman dato che Amad è un ricercato della CIA, egli sovvenziona delle cellule terroristiche in Afghanistan e Kenya, Sarah è anche disposta ad arrestare suo padre se è necessario, ma la Beckman preferisce invece usarlo per arrivare ad Amad. Nel frattempo Anna convince Morgan a venire ad abitare con lei, ma quando chiede un prestito a Devon, spreca i soldi per comprare una DeLorean DMC-12. Chuck e Sarah vanno a cena con Jack il quale spiega a entrambi che ha imbrogliato Amad facendogli credere di aver fatto da mediatore tra lui e il proprietario del Nagamichi Building in modo da venderglielo. Purtroppo arriva Amad con i suoi uomini che minacciano di morte Jack e Sarah, a quel punto Chuck improvvisando si spaccia per il proprietario dell'edificio in attesa di venderglielo. La Beckman la ritiene una buona mossa, simulando una vendita potranno congelare il conti di Amad a patto che ottengano il suo numero bancario ma non può aiutarli dato che i servizi segreti non possono appoggiare una truffa, sarà infatti un'operazione non ufficiale. Jack equivocando crede adesso che Sarah è ancora una truffatrice e che Chuck oltre a essere il suo fidanzato è anche suo complice. Chuck, Sarah e Jack fanno evacuare il Nagamichi Building con la scusa che c'è un'infestazione, poi arriva Amad che fa un bonifico bancario, ignaro che l'acquisto non è valido. Mentre Sarah festeggia con suo padre, lui con una scusa va via, per poi scappare con i soldi. Amad, scoperta la truffa, trova Jack e lo cattura, telefona a Sarah intimandole di restituirgli il denaro. Chuck decide di prestare a Morgan i soldi che gli servono, scoprendo che Jack ha versato sul conto di Chuck il denaro rubato ad Amad, voleva che Chuck usasse quei soldi per prendersi cura di Sarah. Quest'ultima va a salvare il padre, preparandosi allo scontro, ma nel luogo della scambio arriva Chuck con la DeLorean e convince Amad a dargli il suo numero bancario in modo da restituirgli il denaro. Arriva poi Casey, lui e Sarah uccidono le guardie del corpo di Amad, mentre lui scappa, Sarah riesce a salvare Jack. La Beckman è soddisfatta ora che possiedono il numero bancario di Amad, tuttavia informa Sarah che a breve Jack verrà arrestato. Sarah domanda a Jack per quale motivo ha riversato tanta fiducia in Chuck al punto da affidargli quei soldi, lui le risponde che gli è bastato guardarlo per capire che Chuck è innamorato di lei e che non sarebbe mai capace di tradirla. Sarah con una scusa manda via suo padre impedendo così alla polizia di arrestarlo, prima di lasciare Los Angeles Jack parla con Chuck spiegandogli che ha capito che Sarah è una spia chiedendogli di prendersi cura di lei. 
- Guest star: Gary Cole (Jack Burton)

## Chuck vs. Babbo Natale
- Titolo originale: Chuck versus Santa Claus
- Diretto da: Robert Duncan McNeill
- Scritto da: Scott Rosembaum

### Trama
È la vigilia di Natale e mentre Big Mike e Emmett sono agitati per il giorno con più vendite dell'anno, un criminale di nome Ned mentre viene inseguito dalla polizia si schianta contro il Buy More e prende tutti in ostaggio, compresi Ellie e Devon che erano lì per fare compere. Anche Sarah e Casey sono al Buy More, vista la strana situazione sono costretti a non agire. La polizia si apposta all'esterno del Buy More, a condurre le trattative con Ned per il rilascio degli ostaggi è l'agente di polizia Mauser. Chuck fa a Sarah un regalo di Natale: un braccialetto, apparteneva a sua madre, fu il padre di Chuck a regalarglielo quando nacque Ellie. Sarah lo apprezza tanto anche se lo ritiene poco appropriato affermando che questo è un regalo da fare a una "vera fidanzata" a prova del fatto che Chuck praticamente la considera tale. In realtà Ned e Mauser lavorano entrambi per la Fulcrum, è tutta una messa in scena, Mauser porta Chuck fuori dal Buy More, intanto Devon e Big Mike (anche grazie all'aiuto di Morgan) mettono Ned fuori combattimento. Chuck fugge da Mauser, arriva poi Sarah che cattura l'agente della Fulcrum, tuttavia Mauser le spiega che ormai ha capito che è Chuck l'Intersect, e anche se finirà in prigione i suoi colleghi della Fulcrum verranno a liberarlo a lui farà sapere la verità. Questa provocazione gli costa cara, infatti Sarah per proteggere Chuck spara a Mauser uccidendolo in una vera e propria esecuzione, ignara che Chuck, di nascosto, ha assistito alla scena. Chuck fingendo di non sapere quello che è successo a Mauser, chiede a Sarah cosa ne sia stato di lui, deluso dal fatto che lei ha preferito mentirgli dicendogli di averlo semplicemente arrestato.
- Guest star: Michael Rooker (Frank Mauser), Reginald VelJohnson (cugino di Big Mike)

## Chuck vs. la rock star
- Titolo originale: Chuck versus the Third Dimension
- Diretto da: Robert Duncan McNeill
- Scritto da: Chris Fedak

### Trama
Chuck fa un sogno erotico su Sarah dove lei tenta di ucciderlo, è evidente come non riesce ad accettare di aver visto Sarah uccidere Mauser. Il Buy More accoglie Tyler Martin, celebre rock star per la firma degli autografi, Chuck vede un uomo posizionare una granata nel negozio, Chuck a quel punto, insieme a Sarah e Casey porta la granata nel magazzino e l'esplosione non fa vittime. La granata usata viene data in dotazione all'intelligence del Nord Africa dove Tyler recentemente è stato in tour, tutto fa supporre che lui era l'obiettivo, quindi la Beckman dà ordine a Chuck, Sarah e Casey di isolarlo e proteggerlo. Casey narcotizza Tyler e al suo risveglio Chuck gli fa credere di essere la sua guardia del corpo assunto dall'etichetta discografica. Tyler prende Chuck in simpatia, lo porta in un night club dove conoscono delle ragazze, Chuck capisce che sono delle mercenarie, fa in modo di tenerle lontane da Tyler, poi quando cercano di uccidere Chuck in suo aiuto arrivano Sarah e Casey che le mettono fuori combattimento. Chuck vede il tatuaggio che Tyler ha sulla schiena e ha un flash scoprendo che l'impresario di Tyler lavora per i terroristi del Nord Africa, ha assunto un tatuatore affinché sul corpo di Tyler venissero tatuati i progetto di un impianto nucleare che verrà costruito segretamente nel Nord Africa. Chuck spiega a Tyler che lui e i suoi colleghi lavorano per i servizi segreti, lo convince a esibirsi al concerto perché, anche se è pericoloso e potrebbe diventare un bersaglio facile, l'uomo che aveva posizionato la granata sicuramente uscirà allo scoperto e potranno arrestarlo, in questo modo Tyler non correrà più pericoli. Al concerto il criminale uccide le guardie del corpo di Tyler, poi cerca di uccidere anche lui ma Chuck con il proprio cellulare ha fotografato il tatuaggio di Tyler minacciano di metterlo in rete, così diverrà di dominio pubblico costringendolo a non fargli del male. Arrivano poi Casey e Sarah che catturano il criminale, Tyler ringrazia Chuck inoltre l'impresario viene arrestato e Tyler si farà rimuovere il tatuaggio. Chuck confessa a Sarah che è consapevole che Mauser è morto, Sarah afferma di aver agito così solo per proteggere Chuck ma comprende che per lui non è semplice adattarsi alle spietate leggi del mondo dello spionaggio considerando che Chuck ha iniziato a lavorare per la CIA non per sua scelta.
- Guest star: Dominic Monaghan (Tyler Martin), Jerome Bettis (Jimmy)
- Peculiarità: Questo è il primo episodio di una serie tv nella storia a essere girato interamente in 3D. È stato trasmesso in 3D anche in Italia su Steel.[1]

## Chuck vs. il matrimonio
- Titolo originale: Chuck versus the Suburbs
- Diretto da: Jay Chandrasekhar
- Scritto da: Phil Klemmer

### Trama
Un agente dei servizi segreti viene ritrovato dopo più di un anno di assenza, ormai è in uno stato mentale di delirio assoluto, pronuncia continuamente la parola "salamandra" non ci sono documentazioni sulla missione che aveva svolto, l'unica cosa che la Beckman ha scoperto è che aveva vissuto in un sobborgo di Los Angeles chiamato Meadow Branch. La Beckman affida a Chuck, Sarah e Casey il compito di scoprire ciò che gli è accaduto, quindi Chuck e Sarah dovranno fingersi una coppia sposata indossando anche delle fedi nuziali e dovranno abitare in una delle case, mentre Casey fingerà di essere il tecnico della televisione. La moglie di Big Mike gli ha chiesto il divorzio, quindi Emmett suggerisce di aiutarlo facendogli conoscere un'altra donna, dunque con l'aiuto di Morgan, Jeff e Lester gli rimedia un appuntamento in un sito di incontri. Chuck, per giustificare con Ellie la sua assenza le fa credere che il capo di Sarah le ha concesso per qualche giorno la sua casa e che vi abiteranno temporaneamente insieme. Chuck e Sarah in parte si divertono a fingersi una coppia sposata, Chuck fa amicizia con uno dei vicini, Brad. Chuck entra in una delle case di Meadow Branch e trova un computer al quale accede intuendo la password ovvero "salamandra" e appaiono nello schermo delle immagini che Chuck riesce a scaricare nel proprio cervello, si trattava di un Intersect. Chuck, per merito del nuovo Intersect che ha appena scaricato, ha dei flash scoprendo che tutti i residenti di Meadow Branch sono agenti della Fulcrum, e rapiscono Sarah, Casey e Chuck. L'agente che è stato trovato in quel terribile stato mentale era una cavia che non è stata capace di scaricare le informazioni dell'Intersect che la Fulcrum  sta progettando, ma constatando che Chuck invece è capace di riuscirci vogliono che lui scarichi nel proprio cervello il loro Intersect anche perché quello che Chuck aveva precedentemente scaricato era solo una versione approssimativa. Brad e i suoi colleghi hanno capito che Chuck è innamorato di Sarah e lo deridono facendogli capire che lei è una spia, ciò che fa Sarah è solo manipolarlo perché non è capace di provare amore. Casey riesce a liberarsi, mentre Chuck scarica tutto l'Intersect della Fulcrum nel proprio cervello, adesso sembra cambiato, infatti mostra solo indifferenza per Sarah tanto da acconsentire a fare di lei un'altra cavia per l'Intersect (sapendo che lei non ne uscirà viva). Chuck in realtà li sta solo abbindolando, infatti notando la presenza di Casey gli fa cenno di attivare l'Intersect, Chuck prede Sarah per mano e le chiede di chiudere gli occhi in modo che non scarichi l'Intersect nel suo cervello, al contrario di Brad e dei suoi complici che invece non potendo contenere le informazioni del supercomputer muoiono. Big Mike nel sito per incontri, conosce Bolonia infatuandosi di lei, i due diventano una coppia tuttavia scopre che lei è la madre di Morgan. Anche se l'operazione è conclusa Chuck invita Sarah a rimanere a Meadow Branch ancora un po' dato che Ellie non si aspetta da parte del fratello un ritorno a casa anticipato, ma Sarah mette in chiaro che sarebbe sconveniente dato che la missione è finita, mettendo ben in evidenza che Brad e i suoi colleghi della Fulcrum avevano ragione, la loro relazione resterà sempre una messa in scena. In seguito a questa vicenda Chuck comprende di non volersi separare da Sarah nonostante la consapevolezza che loro due non avranno mai un vero futuro insieme, mentre Sarah vede gli agenti della CIA sgombrare la casa dove ha abitato con Chuck togliendosi la fede al dito sul proprio volto traspare un senso di tristezza dato che pure lei desiderava avere con Chuck quella vita.
- Guest star: Andy Richter (Brad), Jenny McCarthy (Sylvia)

## Chuck vs. il migliore amico
- Titolo originale: Chuck Versus the Best Friend
- Diretto da: Peter Lauer
- Scritto da: Allison Adler

### Trama
Ormai Anna non intende più stare con Morgan, quindi inizia a uscire con un altro uomo di nome Jason Wang, proprietario di una concessionaria, Morgan si mette a pedinarlo insieme a Jeff, Lester e Chuck, benché quest'ultimo non sia per niente contento del comportamento immaturo di Morgan. A un tratto Chuck, guardando la targa sull'auto di Jason, ha un flash scoprendo un collegamento tra lui e la Triade, la mafia cinese. La Beckman incarica Chuck di conoscere meglio Jason, quindi Chuck convince Anna a invitare lui e Sarah alla festa nella concessionaria di Jason. Durante la festa Chuck ha un flash vedendo alcuni loschi individui: sono tutti membri della Triade guidati dalla spietata Smooth Lau. Chuck li spia ascoltando Smooth Lau discutere con Jason riguardo a una Rolls-Royce. Sarah fa notare a Anna che lei in fondo è ancora innamorata di Morgan, lo conferma il fatto che continua a paragonare Jason a lui. Morgan si mette a pedinare Anna e Jason, a quel punto Smooth Lau credendo che si tratti di una spia, cerca di catturarlo, Chuck allora pur di tenerlo al sicuro lo fa addormentare con uno spray soporifero. Tuttavia Morgan diventa così un facile bersaglio e la Triade lo cattura, intanto Chuck guarda il telegiornale: la notizia principale è che l'ambasciatore cinese Mei Sheng farà visita alla concessionaria di Jason e Chuck ha un flash scoprendo che la Triade intende uccidere l'ambasciatore. Infatti Mei Sheng acquista la Rolls-Royce al cui interno è stata messa una bomba, Chuck vede la Triade mettere Morgan (ancora addormentato) nel bagagliaio della Rolls-Royce la quale si allontana dalla concessionaria, adesso Chuck deve salvare sia Morgan che l'ambasciatore. Sarah affronta Smooth Lau e la sconfigge, mentre Chuck e Casey con una delle auto del Buy More modificate dalla CIA, si lanciano all'inseguimento della Rolls-Royce che è costretta a fermarsi, Chuck estrae dall'auto la bomba che a breve esploderà, quindi si allontana con la sua auto insieme alla bomba in modo che esploda lontana e non faccia vittime. Quando arriva Sarah lei vede l'auto di Chuck esplodere ma lui è al sicuro, aveva allontanato la bomba all'interno dell'auto pilotandola con un comando a distanza, tra Sarah e Chuck si crea un po' di imbarazzo quando quest'ultimo nota quanto Sarah fosse disperata quando lei credeva che Chuck fosse morto nell'esplosione. Anna decide di tornare con Morgan il quale, dato che era addormentato mentre era in pericolo, non ha idea di quello che è successo. Sarah confessa a Chuck che vederlo preoccuparsi così per Morgan le ha ricordato che lei invece non ha mai avuto nessuno che si preoccupasse per il suo bene, Chuck le promette che da ora sarà lui a prendersi cura di Sarah, i due si prendono per mano, ormai sempre più evidente che, benché la loro relazione sia fasulla, il loro amore è sempre più reale.

## Chuck vs. il playboy
- Titolo originale: Chuck Versus the Beefcake
- Diretto da: Patrick Norris
- Scritto da: Matthew Miller e Scott Rosenbaum

### Trama
Un uomo di nome Cole Barker dissotterra il cadavere di Brad, la Beckman incarica Chuck, Sarah e Casey di trovarlo. Chuck e Sarah decidono di porre fine alla loro finta relazione, anche perché Ellie si stava insospettendo avendo notato che lui e Sarah non stessero facendo passa avanti. Intanto Cole va in un hotel, Sarah cerca di sedurlo, ma lui avendo capito che è tutto un inganno le punta contro una pistola. Chuck riesce a distrarre Cole permettendo a Sarah di metterlo al tappeto, i due riescono ad arrestarlo, ma poi arriva un elicottero militare della Fulcrum che apre il fuoco. Cole convince Chuck a liberarlo rivelandogli di essere un agente dell'MI6, a quel punto Cole distrugge l'elicottero sparando al serbatoio del gas su cui stava volando. Cole si arrabbia con Chuck e Sarah che hanno mandato a monte 18 mesi di lavoro sotto copertura, stava indagando sulla Fulcrum, Brad era in possesso di un chip criptato, Cole è riuscito ad appropriarsene quando ha dissotterrato il suo cadavere. Cole si rivela molto attratto da Sarah la quale lo tiene a distanza benché sia evidente che lei non affatto indifferente al suo fascino. Chuck decide di decriptare il chip scoprendo che c'è il video di lui mentre Brad scaricava nel cervello di Chuck l'Intersect della Fulcrum, così facendo però la Fulcrum localizza la loro posizione, e una squadra guidata da Alexis White cattura Chuck, Sarah e Cole. Ciò che vuole sapere Alexis è l'identità della persona che ha scaricato nel proprio cervello l'Intersect della Fulcrum, a quel punto si mette a torturare Cole, ma Chuck per impedirgli che gli venga fatto altro male confessa di essere lui stesso l'Intersect. Arriva Casey con una squadra di agenti in loro aiuto, riuscendo a liberarli, Alexis piuttosto che farsi arrestare preferisce commettere suicidio. Cole viene mandato via da Los Angeles, lui e Sarah si baciano, Chuck vede la scena da una videocamera, Cole cerca di far capire a Sarah che non può sempre nascondersi dietro al lavoro, anche lei merita di godersi la vita. Cole ringrazia Chuck il quale pur di evitare che lui venisse torturato ha avuto il coraggio di mettere in pericolo la propria vita rivelando ad Alexis che lui è l'Intersect. Purtroppo la Fulcrum riesce a catturare Cole, la paura di Sarah è che possano estorcergli la verità in questo modo scopriranno che è lui l'Intersect.
- Guest star: Jonathan Cake (Cole Barker), Katrina Law (Alexis White), Brooklyn Decker (Una delle ragazze che rispondono all'annuncio di Jeff e Lester)

## Chuck vs. Perseus
- Titolo originale: Chuck Versus the Lethal Weapon
- Diretto da: Allan Kroeker
- Scritto da: Zev Borow e Matthew Lau

### Trama
Morgan pianifica con Chuck di andare a vivere insieme, ma quando Anna sente per caso Morgan parlare di un appartamento crede che il suo ragazzo vuole offrirle di andare a vivere con lui. Così Morgan chiede aiuto a Jeff e Lester, per attuare le loro tecniche di "repulsione" e cerca di allontanare Anna dall'idea di vivere insieme. Sarah ritiene che lei e Chuck debbano trasferirsi in un appartamento e andarci a vivere insieme come coppia, in modo che Sarah possa proteggerlo meglio trascorrendo più tempo con lui. Cole riesce a liberarsi da solo e va al castello rivelando a Chuck, Sarah e Casey che la Fulcrum sta costruendo un suo Intersect, e il loro ingegnere si fa chiamare Perseus. Chuck crede che Perseus possa rivelargli come rimuovere il computer dalla sua testa. La Beckman affida a Casey e Sarah il compito di trovare Perseus a una festa di gala nella villa del console svizzero, dato che Chuck e Cole sono due bersagli facili dovranno monitorare tutto dalle videocamere. Chuck tra gli invitati ne vede uno che attiva un flash scoprendo che si tratta di Howard Busgang, è lui Perseus, purtroppo Cole dalla videocamera nota un agente della Fulcrum, si chiama Duncan, lo ha riconosciuto, e infatti lui e la squadra rapiscono Casey e Sarah. Cole decide di andare a salvarli convincendo Chuck a seguirlo, dovranno affrontare gli agenti della Fulcrum loro due insieme. Chuck crea involontariamente un diversivo permettendo a Casey e Sarah di sconfiggere gli agenti della Fulcrum anche se Duncan e Perseus scappano. La Beckman spiega a Chuck che Busgang è un ex scienziato della D.A.R.P.A. che lavorò all'Intersect originale. Anche se Chuck è un po' geloso della vicendevole attrazione che c'è tra Sarah e Cole prende quest'ultimo in simpatia, tra l'altro Cole ammette che ammira Chuck per il suo coraggio a dispetto della sua mancanza di preparazione sul campo. Chuck, che durante l'operazione di salvataggio si era fatto male alla gamba, va in ospedale per la medicatura e casualmente lì vede Busgang, decide poi di pedinarlo, dopo aver avvertito Casey. Chuck segue Busgang fino al suo studio, sta fuggendo dalla Fulcrum (quando Busgang ha iniziato a lavorare per loro non sapeva che erano dei criminali) poi capisce che Chuck è l'Intersect umano vedendo che egli ha avuto un flash quando ha guardato la documentazione di Busgang scoprendo che la persona a capo del progetto Intersect ha il nome in codice "Orion". Busgang gli spiega che se esiste un modo per rimuovere l'Intersect dal cervello di Chuck solo Orion lo conosce. Arriva Duncan che spara a Busgang uccidendolo, in aiuto di Chuck arrivano Sarah, Casey e Cole, quest'ultimo affronta Duncan uscendone sconfitto, proprio quando stava per uccidere Cole interviene Chuck che riesce a sopraffare Duncan, quest'ultimo impugna la pistola ma Sarah gli spara uccidendolo. Cole deve andarsene da Los Angeles, e offre a Sarah la possibilità di venire via con lui, ma lei rifiuta, dunque l'agente inglese intuisce che la donna prova dei sinceri sentimenti per Chuck e dunque decide di mettersi da parte, Cole le fa notare quanto nel lavoro da spie sia raro trovare una persona che possa provare per loro un affetto sincero. Sarah ormai ha capito di amare Chuck al punto da non volere nessun altro, anche se non sono veramente una coppia, tuttavia le cose non vanno come lei sperava: Chuck le spiega che non verrà a vivere con lei, il problema è che non può continuare a protrarre questo stile di vita giurando che un giorno libererà il suo cervello dall'Intersect, ma aggiunge che quando ciò accadrà lui si dichiarerà alla donna che ama, facendo capire a Sarah che quello che realmente vuole è vivere con lei un amore vero. A fine episodio si scopre che Chuck, già da tempo stava svolgendo delle ricerche autonome all'insaputa di tutti, e adesso Chuck può aggiungere alla sua indagine un nuovo elemento: Orion.
- Guest star: Jonathan Cake (Cole Barker), Robert Picardo (Howard Busgang/Perseus)

## Chuck vs. il Predator
- Titolo originale: Chuck Versus the Predator
- Diretto da: Jeremiah Chechik
- Scritto da: Chris Fedak

### Trama
Vincent Smith, agente della Fulcrum, va a Hong Kong rintracciando Orion, ma l'abitazione dove quest'ultimo alloggiava viene distrutta da un drone militare Predator. Chuck non ritenendo che gli analisti che lavorano per la Beckman possano realmente rintracciare Orion, decide di attirare la sua attenzione con un algoritmo, e infatti Orion si mette in contatto con lui, spedendo al Buy More un computer portatile. La Beckman si arrabbia con Chuck per la sua iniziativa, spiegandogli che i computer usati da Orion sono estremamente all'avanguardia, tanto che possono anche controllare aerei militari, la Beckman ha deciso di raggiungere Chuck a Burbank. Quando il computer viene spedito al Buy More, i dipendenti credendo erroneamente che si tratti di un  nuovo articolo che stavano aspettando, ne prendono possesso, Big Mike decide di tenerlo in custodia nel proprio ufficio. Emmett tenta di fare la guardia al computer ma Casey lo mette la tappeto, mentre Chuck tenta di rubare il computer, tuttavia anche Vincent cerca di appropriarsene. Casey spara a Vincent ferendolo, e lui muore dopo aver ingerito del veleno. La Beckman va a casa di Casey e parla con lui e Sarah, mentre Orion si mette ancora una volta in contatto con Chuck, spiegandogli che non vuole intromissioni da parte dei servizi segreti perché non si fida di loro, facendo in modo che Chuck tramite il computer della sua camera da letto ascolti la conversazione tra Sarah, Casey e la Beckman attraverso una videocamera: quest'ultima ammette che aveva finto di arrabbiarsi con Chuck ma in realtà è rimasta piacevolmente sorpresa che lui fosse riuscito a stabilire un contatto con Orion, è da anni che gli esperti che lavorano per la Beckman hanno fallito nell'impresa, la Beckman non intende estrarre l'Intersect dal cervello di Chuck ritenendo che lui sia un'ottima risorsa per i servizi segreti. Chuck torna al castello e usa il computer di Orion e sullo schermo gli dà le coordinate dove potranno darsi appuntamento, ma arriva Vincent, lui aveva solo inscenato la sua morte con la tetrodotossina. Vincent prende Chuck in ostaggio e lo costringe a portarlo da Orion, tuttavia Chuck usa l'astuzia facendo in modo che il computer di Orion punti alla videocamera del castello così Sarah e Casey, vedendo il filmato del sequestro di Chuck, capiscono dove sono diretti. Gli uomini di Vincent rapiscono Orion e lo portano su un elicottero, Vincent si prepara a sparare a Chuck, ma lui fa in modo che Vincent si esponga e infatti Sarah e Casey, appena arrivati, gli sparano mettendolo in fuga. Orion fa in modo che il Predator con un missile colpisca l'elicottero morendo. La Beckman rivela le sue vere intenzioni a Chuck: da anni i servizi segreti tentano di distruggere la Fulcrum senza successo, ma da quando Chuck ha iniziato a lavorare per loro involontariamente è riuscito più volte a mettere in evidenza i punti deboli della Fulcrum, la Beckman gli dice chiaramente che da ora lui deve considerarsi una vera spia nonché parte di questa guerra contro la Fulcrum. Intanto Big Mike, credendo che il furto del computer e l'aggressione di Emmett siano opera dei dipendenti del Buy More di Beverly Hills, va lì con i suoi dipendenti in cerca di vendetta, e Emmett fa vandalismo nel loro negozio. Chuck nella sua camera da letto trova alcuni schemi dell'Intersect, è stato Orion a darglieli, è ancora vivo e gli conferma che esiste un modo per rimuovere l'Intersect dal suo cervello.
- Guest star: Arnold Vosloo (Vincent Smith)

## Chuck vs. la 49-b
- Titolo originale: Chuck Versus the Broken Heart
- Diretto da: Kevin Bray
- Scritto da: Allison Adler

### Trama
ll generale Beckman sospetta che i sentimenti tra Chuck e Sarah possano essere un ostacolo nelle missioni della squadra, così decide di attuare una procedura detta 49-b. Sarah sarà quindi supervisionata momentaneamente dall'agente Alex Forrest, che valuterà il suo comportamento e deciderà se dovrà essere sostituita. Chuck chiede a Sarah se è possibile usare le risorse della CIA per rintracciare il padre. Nel frattempo, Rashad Ahmad, collaboratore del terrorista Hassan Khalid, durante una visita a Los Angeles viene colto da infarto e ricoverato per l'impianto di un pacemaker nell'ospedale dove lavorano Devon e Ellie. La missione è inserire un segnalatore nel pacemaker di Ahmad per trasformarlo in una microspia umana in modo da poter scoprire il nascondiglio di Khalid. Devon intanto si prepara alla sua festa di addio al celibato, di conseguenza Chuck e Casey lo portano a Buy More e Alex fingendosi una spogliarellista lo narcotizza rubandogli la tessera dell'ospedale, con la quale Casey è riuscito a entrare nella struttura inserendo nel pacemaker di Ahmad il segnalatore. Casey inaspettatamente spende belle parole su Sarah parlando con Alex affermando che è la miglior spia con cui abbia mai lavorato. Purtroppo Alex ha condotto l'operazione con troppa superficialità, infatti il dr. Zamir, medico personale di Ahmad, scopre del segnalatore nel pacemaker, dando per scontato che sia stata opera di Devon va a casa sua, ma Chuck per proteggere il suo futuro cognato si spaccia per lui. Zamir lo porta da Ahmad per costringerlo a togliergli il segnalatore dal pacemaker, Chuck affronta Zamir e con l'ossido di diazoto lo rende inoffensivo inducendoli entrambi in uno stato esilarante di delirio, mentre Sarah, Casey e Alex portano il collega in salvo, inoltre Chuck astutamente approfittando del fatto che Zamir sta delirando lo convince a rivelargli il nascondiglio di Klalid, infatti Zamir ammette che si nasconde nelle grotte del Karakorum, infine Zamir viene arrestato. Chuck convince la Beckman a non esonerare Sarah come sua guardia del corpo perché di fatto, proprio perché Sarah tiene a lui, ciò rappresenta la certezza assoluta che si impegnerà sempre a proteggerlo al meglio. Sarah fa a Chuck una sorpresa, ha trovato suo padre, attualmente vive in una roulotte isolata, Chuck e Sarah vanno dunque a trovarlo. 
- Guest star: Tricia Helfer (Alex Forrest), Shaun Toub (Mohammed Zamir)

## Chuck vs. Orion
- Titolo originale: Chuck Versus the Dream Job
- Diretto da: Robert Duncan McNeill
- Scritto da: Phil Klemmer e Cory Nickerson

### Trama
Chuck incontra finalmente suo padre Stephen e lo convince a venire con lui a Burbank in modo che possa accompagnare Ellie all'altare quando lei sposerà Devon. Effettivamente Ellie rimane quasi sconvolta vedendolo, non ha mai superato il suo abbandono. La Beckman incarica Chuck di farsi assumere nell'azienda informatica di Ted Roark il quale lancerà un software che potrebbe trasformarsi in un virus capace di infettare i computer governativi. Chuck supera il colloquio di lavoro, finalmente lavora in una grande azienda informatica come aveva sempre sognato, ma purtroppo non riesce a impedire il lancio del software e nel tentativo si è fatto licenziare. Chuck, constatando che la sua vita è sempre più deludente, decide di liberarsi dell'Intersect cercando di studiare gli schemi che Orion gli aveva affidato, stranamente li sovrappone alle planimetrie della sede della società di Roark scoprendo che combaciano, ora ha capito che in quell'edificio stanno sviluppando un Intersect. Chuck cerca di convincere Sarah e Casey ad aiutarlo, la sua teoria è che il software lanciato da Roark avesse lo scopo di rubare dati dei computer governativi al fine di elaborarli in un nuovo Intersect, ma i due non intendono assecondare questa teoria in quanto Chuck non ha prove concrete con cui avvalorarla. Chuck capendo che deve agire da solo, addormenta Casey con dei tranquillanti e poi ruba dell'attrezzatura dal castello. Chuck fa irruzione nella sede dell'azienda di Roark, riesce a narcotizzare con le pistole le guardie di sicurezza, inaspettatamente arriva Stephen e quando anche Vincent fa la sua comparsa Stephen lo mette al tappeto, Chuck scopre così che Stephen è una spia: lui è Orion, colui che creò l'Intersect. Stephen rivela a Chuck che dovette abbandonare i figli per non metterli in pericolo quando aveva capito che la CIA e la Fulcrum volevano trasformare l'Intersect in un'arma, quando poi ha scoperto che Chuck aveva scaricato nel proprio cervello l'Intersect si è rimesso in contatto col figlio. I due raggiungono la sala dove l'Intersect è custodito, Stephen intende riconfigurare il sistema in modo che il cervello di Chuck possa liberarsi dell'Intersect, ma arrivano Roark e Vincent che tendono un'imboscata sia a Chuck che a suo padre. Stephen e Roark si conoscono da anni, quest'ultimo è in realtà il direttore della Fulcrum. Arrivano Casey e Sarah tuttavia la Fulcrum dà loro il permesso di portare via Chuck incolume avendo raggiunto con Stephen un compromesso: lui aiuterà la Fulcrum a sviluppare l'Intersect a Chuck verrà lasciato in pace. La Beckman giura a Chuck che non aveva idea che Stephen e Orion erano la stessa persona, Chuck comunque la convince ad affidare a lui, Sarah e Casey l'operazione di salvataggio di Stephen. 
- Guest star: Scott Bakula (Stephen Bartowski), Chevy Chase (Ted Roark), Arnold Vosloo (Vincent Smith)
- Musica: Glasvegas - Daddy's Gone

## Chuck vs. il primo omicidio
- Titolo originale: Chuck Versus the First Kill
- Diretto da: Norman Buckley
- Scritto da: Scott Rosenbaum

### Trama
Non c'è traccia di Stephen e della Fulcrum, a questo punto Chuck decide di andare a trovare Jill in carcere, le propone un accordo: verrà inserita nel programma di protezione a patto che gli dia informazioni utili per trovare Stephen. Nel frattempo al Buy More Emmett annuncia l'arrivo di un ispettore che dovrà valutare la sua efficienza. Morgan e Emmett stringono quindi un patto: i dipendenti si comporteranno in modo eccellente e loderanno il vicedirettore in modo che questo possa essere promosso e lasciare per sempre il Buy More. A Jill viene messa una cavigliera elettronica, lei racconta che a reclutarla alla Fulcrum è stato Bernie, è il migliore amico del padre di Jill, forse lui potrebbe aiutarli, Bernie è sempre accompagnato da una scorta, ma durante le feste di famiglia è senza difese. Chuck e Jill, fingendo di essere in procinto di sposarsi, vanno a casa dei genitori di Jill per festeggiare il fidanzamento, come lei aveva previsto arriva Bernie, a quel punto Chuck e Jill cercano di convincerlo a rivelargli dove Stephen è tenuto prigioniero, ma Bernie muore a causa di un malore. Jill saluta per l'ultima volta il padre e la madre sapendo che non li rivedrà mai più. Jill confessa a Chuck che non si è mai fatta illusioni, sapeva che non le avrebbero accordato nessun patteggiamento, Jill lo mette in guardia facendogli capire che la CIA fondamentalmente non è diversa dalla Fulcrum, manipolano le persone e se ne impadroniscono, Jill è cambiata a causa del mondo dello spionaggio, chiedendo a Chuck di non commettere lo stesso errore. Il cellulare di Bernie si mette a suonare, Chuck risponde dando a Sarah e Casey il tempo di rintracciare la telefonata, è stata fatta in un centro di reclutamento della Fulcrum. Morgan scopre che è stato raggirato: la valutazione non era per Emmett ma per Big Mike, ma dato che tutti hanno elogiato Emmett decidono di rimuovere Big Mike dal ruolo di direttore del Buy More dandolo a Emmett. Chuck e Casey vanno nel centro di reclutamento, purtroppo Bill Bergey (il capo reclutatore) scopre che Chuck è il figlio di Stephen e lo cattura. Casey, con l'aiuto di Sarah e Jill, tenta di salvarlo, Bergey nel tentativo di uccidere Chuck muore cadendo da una finestra, purtroppo Chuck non ha trovato nessun indizio su dove trovare suo padre. Jill gli rivela di aver sentito da un agente della Fulcrum che Stephen verrà trasferito in un posto chiamato Black Rock, a quel punto Chuck ha un flash scoprendo che si tratta di una base segreta della Fulcrum situata a Barstow. Chuck toglie a Jill la cavigliera lasciandola fuggire, ammettendo infatti che la CIA non le avrebbe concesso nessun accordo, le dà anche l'anello di fidanzamento che hanno usato per inscenare il loro fidanzamento, in modo che possa venderlo, confessandole che aveva sempre sperato un giorno di sposarla per davvero. La Beckman dopo questa missione fallimentare ordina a Sarah di arrestare Chuck e mettere fine al progetto, ma Sarah disobbedisce e decide di aiutare Chuck a trovare suo padre, i due fuggono insieme da Los Angeles.
- Nota: La scena in cui Big Mike scopre il tradimento di Morgan è identica alla scena del Il padrino - Parte II in cui Michael scopre il tradimento di Fredo.
- Guest star: Ken Davitian (Bernie Ominsky)

## Chuck vs. l'Intersect
- Titolo originale: Chuck Versus the Colonel
- Diretto da: Peter Lauer
- Scritto da: Matthew Miller

### Trama
Il generale Beckman ordina a Casey di rintracciare Chuck e Sarah, dopo averlo promosso a colonnello, ormai per lei Chuck non è più una priorità quindi gli dà ordine di uccidere lui e Sarah se sarà necessario. Chuck e Sarah intanto, raggiungono Black Rock, ma scoprono che si tratta di un cinema drive-in, non c'è nessuno, a loro insaputa la base della Fulcrum è proprio lì, nascosta nel sottosuolo. Big Mike viene degradato a semplice commesso, Morgan accetta l'offerta di Emmett diventando il nuovo vice direttore, almeno per evitare che quest'ultimo umili Big Mike. Chuck e Sarah alloggiano in un motel, ignari che Vincent li sta tenendo d'occhio, i due dormono insieme e finiscono col baciarsi appassionatamente. Arriva Casey che tenta di catturarli, ma Sarah lo mette fuori combattimento, lei e Chuck scappano ma quando quest'ultimo vede Vincent, non trova il coraggio di lasciare Casey da solo temendo che la Fulcrum possa catturarlo. Sarah e Casey affrontano gli agenti della Fulcrum sconfiggendoli, ma Casey cattura i suoi ex colleghi e mentre li riporta a Burbank passano davanti a Black Rock e Chuck nota un messaggio nell'insegna luminosa, è stato Stephen a mandarglielo, adesso ha la certezza che suo padre è lì. Casey chiude Sarah e Chuck in una cella del castello, ma Jeff e Lester decidono di sabotare il Buy More facendo saltare l'impianto elettrico, per merito del breve black out la cella di Chuck e Sarah si apre e i due fuggono. Devon è in pensiero per la sparizione di Chuck, temendo che Casey centri qualcosa entra di nascosto in casa sua, Devon e Casey si affrontano ma interviene Sarah che stende Casey. A quel punto Chuck confessa a Devon che lui lavora per la CIA chiedendogli di coprirlo con Ellie. La Beckman informa Casey che ha mandato degli F-16 a Black Rock, distruggeranno la Fulcrum con un attacco missilistico. Casey raggiunge Chuck e Sarah a Black Rock, ha cambiato idea e infatti ha deciso di aiutarli a salvare Stephen, tuttavia Vincent e i suoi uomini li catturano. Tutti gli agenti della Fulcrum sono a Black Rock, Stephen ha completato l'Intersect che verrà scaricato nella mente di tutti gli agenti della Fulcrum tramite il proiettore cinematografico, ma quando si attiva Roark scopre che Stephen lo ha ingannato: quello non era un Intersect bensì un sistema di rimozione e infatti quando Chuck ha visto le immagini nel proiettore ha eliminato l'Intersect dal proprio cervello. Arrivano gli F-16 che iniziano a bombardare Black Rock, Vincent muore insieme a tutti gli agenti della Fulcrum lì presenti, solo Roark riesce a salvarsi, mentre Chuck, Sarah, Casey e Stephen riescono a scappare in tempo. Casey mente alla Beckman dicendole che Sarah non era fuggita e che in realtà aveva rapito Chuck per manipolarlo e individuare Black Rock, in modo da impedire che venga licenziata dalla CIA. La Beckman informa Chuck che da ora è libero dal momento che la Fulcrum è distrutta. Morgan, incoraggiato da Anna, si licenzia e decide di trasferirsi con lei alle Hawaii dove lui potrà realizzare il suo sogno e lavorare come cuoco in un ristorante giapponese. Stephen torna da Ellie e i due si abbracciano, mentre Casey e Sarah prendono parte alla cena di prova del matrimonio di Ellie e Devon, ma questa volta non come guardie del corpo di Chuck, ma come suoi amici. Roark, intanto, è assetato di vendetta.
- Guest star: Chevy Chase (Ted Roark), Arnold Vosloo (Vincent Smith)

## Chuck vs. l'Anello
- Titolo originale: Chuck Versus the Ring
- Diretto da: Robert Duncan McNeill
- Scritto da: Chris Fedak e Allison Adler

### Trama
Il giorno del matrimonio di Ellie e Devon è arrivato, la Beckman offre a Chuck un lavoro nei servizi segreti come analista, ma lui rifiuta, oltre al licenziarsi dal Buy More. Casey consegna a Chuck un assegno, è il suo compenso per lavoro svolto alla CIA, Chuck lo abbraccia salutandolo, in ogni caso Casey gli dà il suo numero di telefono qualora gli servisse aiuto, ora Casey torna a lavorare nell'esercito con la sua unità. Ormai Chuck e Sarah sono praticamente una vera coppia, però fa la sua comparsa Bryce, ora che la CIA ha ultimato l'Intersect 2.0 è stato scelto proprio Bryce come agente designato che dovrà scaricarlo nel proprio cervello e la Beckman nomina Sarah supervisore di Bryce, da ora sarà Sarah a capo del progetto Intersect, lei e Bryce torneranno lavorare insieme. Bryce non vede l'ora di tornare a lavorare al fianco della sua ex, ma Sarah non sembra felice di lasciare Burbank e separarsi da Chuck. Quest'ultimo voleva usare i soldi che gli sono stati dati per viaggiare con Sarah, ma lei è costretta a dirgli che partirà con Bryce in missione (Bryce inoltre scaricherà l'Intersect 2.0 nel proprio cervello in data odierna). Roard e i suoi uomini si presentano al matrimonio, egli con la minaccia di far del male agli invitati obbliga Chuck a consegnargli l'Intersect 2.0 ma Bryce decide di consegnarsi lui personalmente, la Fulcrum crede ancora che sia lui l'Intersect umano. Bryce confessa a Chuck cha già sapeva che Stephen è Orion, in effetti il padre di Chuck si fidava di Bryce dal momento che quest'ultimo impedì che Chuck venisse reclutato dalla CIA quando studiava a Stanford. Proprio quando gli uomini i Roark si apprestano a uccidere Bryce, Chuck e Sarah, in loro aiuto arriva Casey con la sua unità, Chuck gli aveva telefonato per chiedergli aiuto, Roark viene così arrestato dopo che Stephen lo colpisce con un pugno. Per colpa della Fulcrum il matrimonio di Ellie è rovinato, ma Chuck usa i suoi soldi per preparare una cerimonia matrimoniale sulla spiaggia anche con l'aiuto di Casey e dei suoi uomini, Chuck e Stephen accompagnano Ellie all'altare e lei e Devon si sposano con Chuck come testimone dello sposo e Sarah come damigella della sposa. Bryce guarda Sarah da lontano, ormai ha capito che lei non vuole più lavorare per la CIA e che resterà con Chuck. Stephen vorrebbe dei chiarimenti da Bryce, infatti ha aiutato la CIA nella progettazione dell'Intersect 2.0 ma ha notato che l'architettura dei dati è diversa da quella del suo progetto originale, tuttavia Bryce non può spiegargli i dettagli sulla vera natura dell'Intersect 2.0 che a breve scaricherà nel proprio cervello. Chuck si mette a ballare con Sarah confessandole di non sentirsi alla sua altezza perché lei è una grande spia mentre lui non sarebbe mai capace di stare al suo passo, Sarah gli spiega che non è vero, lui è già un eroe e lo ha dimostrato in svariate occasioni, affermando che deve credere di più nelle proprie capacità, tuttavia sia Chuck che Sarah capiscono che nessuno dei due vuole più vivere nel mondo dello spionaggio. Proprio quando Sarah stava per confessargli che ha deciso di lasciare la CIA, i due vengono interrotti da Stephen che rivela di avere scaricato in gioventù nel proprio cervello una delle prime versioni dell'Intersect, e quando ha visto l'agente della CIA che scorterà Bryce alla base ha avuto un flash, non era chi diceva di essere, Bryce sta cadendo in una trappola. Miles, uno dei soldati di Casey uccide tutti i membri dell'unità (Casey è l'unico che si salva) inoltre Miles uccide anche Roark. Casey accusa Miles di lavorare per la Fulcrum, ma egli ammette che opera per un'altra agenzia. Bryce viene portato nella sala dove scaricherà nel suo cervello l'Intersect 2.0 ma Miles gli spara ferendolo. Intervengono Sarah, Casey e Chuck, quest'ultimo tenta di prestare soccorso a Bryce, ma la ferita è troppo grave e a breve morirà, Chuck lo supplica di non morire, almeno per Sarah, ma Bryce gli spiega che Sarah non sarebbe partita con lui in missione inoltre gli rivela il segreto della Fulcrum: essa operava per conto di un'agenzia criminale più potente chiamata l'Anello. Bryce muore dopo aver chiesto a Chuck di prendersi cura di Sarah e di distruggere l'Intersect 2.0 per evitare che finisca nelle mani dell'Anello. Chuck ha capito che deve assumersi la responsabilità di diventare una vera spia, e dunque scarica nel proprio cervello l'Intersect 2.0 mentre Miles e gli agenti dell'Anello catturano Sarah e Casey, tuttavia Chuck li salva e con un flash completamente diverso da quelli avuti prima e sotto lo sguardo esterrefatto di Sarah e Casey lui riesce a sconfiggere Miles e i suoi uomini con estrema facilità usando delle tecniche di kung fu: l'Intersect 2.0 ha trasformato Chuck in un'arma vivente.
- Guest star: Chevy Chase (Ted Roark), Bruce Boxleitner (Woody Woodcomb), Morgan Fairchild (Honey Woodcomb), Tug Coker (Miles)